# Musterpyynjärvi
Musterpyynjärvi är en sjö i kommunen Lojo i landskapet Nyland i Finland. Sjön ligger 32 meter över havet. Arean är 50 hektar och strandlinjen är 3,45 kilometer lång. Sjön  ingår i Karisåns huvudavrinningsområde.   Den ligger omkring 55 km väster om Helsingfors. 